# Salsa Choron
La salsa choron es una salsa que se elabora a partir de la salsa bearnesa. La elaboración de la salsa bearnesa se ve acompañada del empleo de salsa de tomate. Se trata de una salsa emulsificada que posee un color rojo debido al empleo de tomates. La salsa es denominada así en honor del cocinero Alexandre Étienne Choron (1837–1924) y se emplea frecuentemente en platos de pescado.

## Características
La naturaleza dulce de los tomates maduros interacciona muy bien con el vinagre y el estragón de la salsa bearnesa. Debido a que las salsas emulsificadas con huevo no pueden ser re-calentadas la salsa de tomate debe ser añadida caliente. La salsa denominada montebello es casi la misma salsa sólo que posee en partes iguales de salsa bearneasa y de tomate. Se suele servir con huevos escalfados, pescado a la parrilla.